# Urosaurus irregularis
Espèce
Synonymes
- Phymatolepis irregularis Fischer, 1881
- Uta irregularis (Fischer, 1881)

Urosaurus irregularis est une espèce de sauriens de la famille des Phrynosomatidae.

## Répartition
Cette espèce est endémique du Mexique.

## Taxinomie
Le statut de cette espèce n'est pas clair.

## Publication originale
- Fischer, 1881 : Herpetologische Bemerkungen vorzugsweise über Stücke des Naturhistorischen Museums in Bremen. Abhandlungen des Naturwissenschaftlichen Vereins in Bremen, vol. 7, p. 225-238 (texte intégral).